# Lac Tessier
Lac Tessier är en sjö i Kanada.   Den ligger i regionen Mauricie och provinsen Québec, i den sydöstra delen av landet, 300 km norr om huvudstaden Ottawa. Lac Tessier ligger 407 meter över havet. Arean är 27,3 kvadratkilometer. Den sträcker sig 19,2 kilometer i nord-sydlig riktning, och 6,0 kilometer i öst-västlig riktning.
I omgivningarna runt Lac Tessier växer i huvudsak blandskog. Trakten runt Lac Tessier är nära nog obefolkad, med mindre än två invånare per kvadratkilometer.